# Boguslawsky (cráter)
Boguslawsky es un cráter de impacto que se encuentra cerca del limbo lunar sur, al noroeste del cráter Demonax un poco más grande, y al suroeste del cráter concéntrico Boussingault. Debido a su ubicación, visto desde la Tierra este cráter aparece de forma muy oblonga debido a la perspectiva.
El suelo de este cráter está inundado de lava y carece de rasgos distintivos. Su borde está un poco desgastado, siendo de una altura relativamente reducida respecto de la superficie circundante. El cráter Boguslawsky D se interseca con su contorno oriental.
En este cráter debía aterrizar la fallida misión rusa Luna 25.

## Cráteres satélite
Por convención estos elementos son identificados en los mapas lunares poniendo la letra en el lado del punto medio del cráter que está más cerca de Boguslawsky.
|             | \| Boguslawsky \| Coordenadas \| Diámetro \| \| ----------- \| ----------------------------- \| -------- \| \| A \| 74°24′S 44°18′E / -74.4, 44.3 \| 6 km \| \| B \| 73°54′S 61°00′E / -73.9, 61.0 \| 63 km \| \| C \| 70°54′S 27°42′E / -70.9, 27.7 \| 36 km \| \| D \| 72°48′S 47°18′E / -72.8, 47.3 \| 24 km \| \| E \| 74°12′S 53°36′E / -74.2, 53.6 \| 14 km \| \| F \| 75°18′S 52°30′E / -75.3, 52.5 \| 30 km \| \| G \| 71°30′S 34°30′E / -71.5, 34.5 \| 21 km \| \| H \| 72°48′S 29°06′E / -72.8, 29.1 \| 19 km \| \| J \| 72°12′S 28°54′E / -72.2, 28.9 \| 36 km \| \| K \| 73°30′S 50°54′E / -73.5, 50.9 \| 46 km \| \| L \| 70°36′S 36°36′E / -70.6, 36.6 \| 22 km \| \| M \| 70°36′S 35°12′E / -70.6, 35.2 \| 9 km \| \| N \| 74°00′S 33°18′E / -74.0, 33.3 \| 28 km \| |          |
| Boguslawsky | Coordenadas | Diámetro |
| A           | 74°24′S 44°18′E / -74.4, 44.3 | 6 km     |
| B           | 73°54′S 61°00′E / -73.9, 61.0 | 63 km    |
| C           | 70°54′S 27°42′E / -70.9, 27.7 | 36 km    |
| D           | 72°48′S 47°18′E / -72.8, 47.3 | 24 km    |
| E           | 74°12′S 53°36′E / -74.2, 53.6 | 14 km    |
| F           | 75°18′S 52°30′E / -75.3, 52.5 | 30 km    |
| G           | 71°30′S 34°30′E / -71.5, 34.5 | 21 km    |
| H           | 72°48′S 29°06′E / -72.8, 29.1 | 19 km    |
| J           | 72°12′S 28°54′E / -72.2, 28.9 | 36 km    |
| K           | 73°30′S 50°54′E / -73.5, 50.9 | 46 km    |
| L           | 70°36′S 36°36′E / -70.6, 36.6 | 22 km    |
| M           | 70°36′S 35°12′E / -70.6, 35.2 | 9 km     |
| N           | 74°00′S 33°18′E / -74.0, 33.3 | 28 km    |

## Referencias

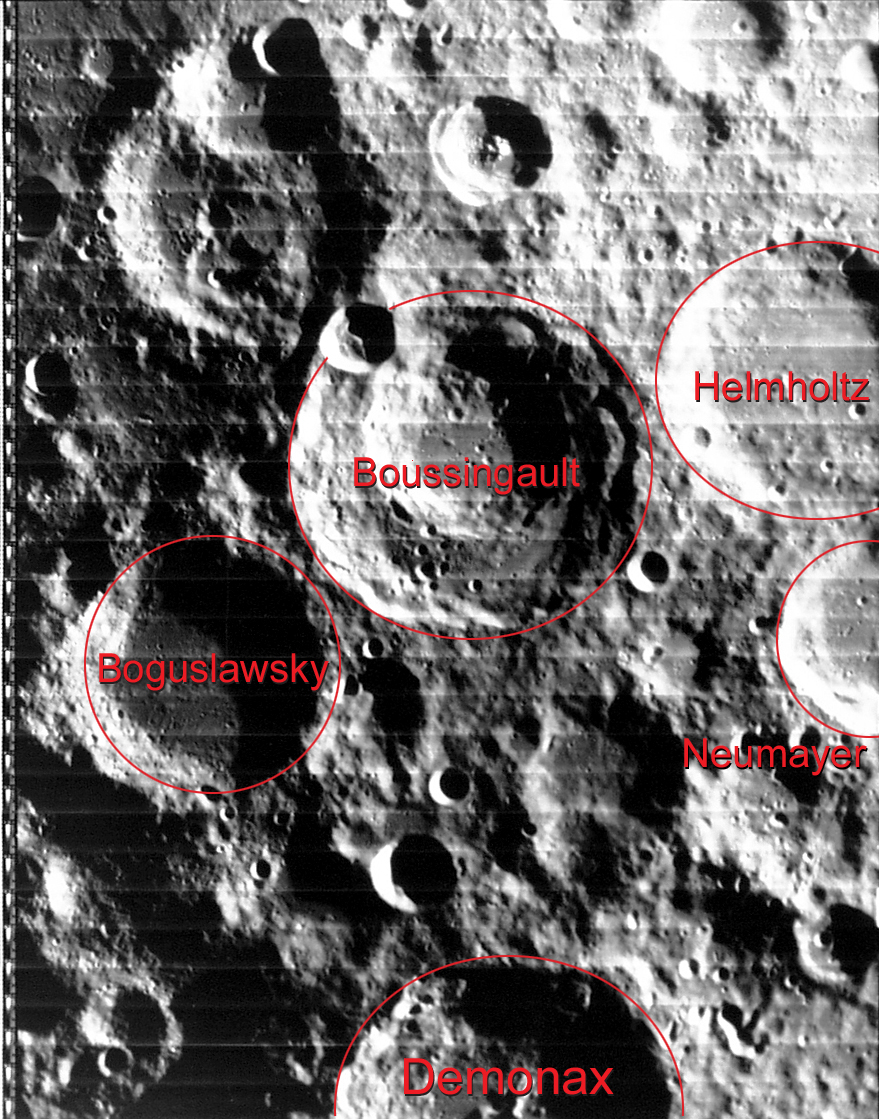
Fotografía de la misión Lunar Orbiter 4